# はやしお (潜水艦・2代)

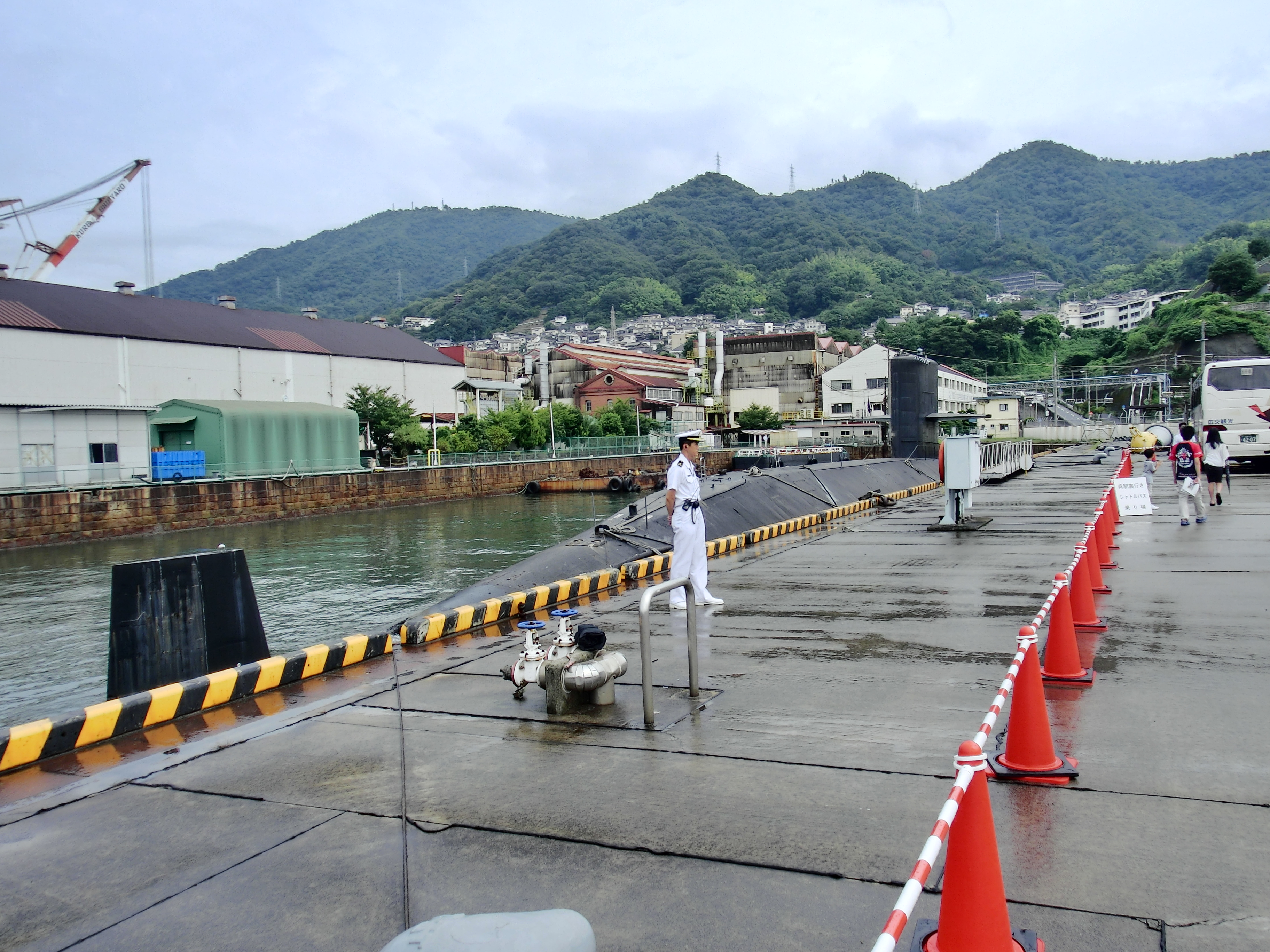
2013年8月、除籍後 自衛隊呉基地に係留されている「はやしお」

はやしお（ローマ字：JS Hayashio, SS-585, TSS-3606）は、海上自衛隊の潜水艦。はるしお型潜水艦の3番艦。艦名は流速の早い潮流の意である早潮から由来し、この名を受け継いだ日本の艦艇としては、旧海軍の陽炎型駆逐艦「早潮」、はやしお型潜水艦「はやしお」（SS-521）に続き3代目にあたる。

## 艦歴
「はやしお」は中期防衛力整備計画に基づく昭和63年度計画2400トン型潜水艦、8100号艦として三菱重工業神戸造船所で1988年12月9日に起工され、1991年1月17日に進水、1992年3月25日に就役し、第1潜水隊群第3潜水隊に編入され呉に配備された。
1993年8月25日から11月27日までの間、ハワイ派遣訓練に参加。
1998年、環太平洋合同演習（RIMPAC）に参加。
1999年8月31日から12月3日までの間、ハワイ派遣訓練に参加。
2008年3月7日、練習潜水艦に種別変更され、艦籍番号がTSS-3606に変更、潜水艦隊直轄第1練習潜水隊に編入された。
2011年3月15日、除籍。最終所属は潜水艦隊第1練習潜水隊であり定係港は呉であった。

### 歴代艦長
| 代 | 氏名     | 在任期間               | 出身校・期        | 前職               | 後職                         | 備考            |
| -- | -------- | ---------------------- | ----------------- | ------------------ | ---------------------------- | --------------- |
| 01 | 土岐光徳 | 1992.3.25 - 1993.3.4   |                   | はやしお艤装員長   | くろしお艦長                 |                 |
| 02 | 西川高司 | 1993.3.5 - 1995.3.24   | 防大21期          | 潜水艦教育訓練隊付 | 海上幕僚監部調査部調査第1課  |                 |
| 03 | 岩佐祐一 | 1995.3.25 - 1996.7.31  | 29期幹候          | 潜水艦教育訓練隊付 | 海上幕僚監部調査部調査第2課  |                 |
| 04 | 吉岡俊一 | 1996.8.1 - 1997.7.31   | 防大25期          | 潜水艦隊司令部付   | わかしお艦長                 |                 |
| 05 | 伊藤俊幸 | 1997.8.1 - 1998.9.3    | 防大25期          | 潜水艦教育訓練隊付 | 東京業務隊付                 |                 |
| 06 | 末松勝弥 | 1998.9.4 - 1999.12.19  | 防大25期          | 潜水艦隊司令部付   | 運用開発隊                   |                 |
| 07 | 西村繁隆 | 1999.12.20 - 2002.1.14 | 防大23期          | おやしお艦長       | 潜水艦隊司令部               |                 |
| 08 | 真田健治 | 2002.1.15 - 2004.8.9   | 防大26期          | 潜水艦教育訓練隊   | やえしお艤装員長             |                 |
| 09 | 五領隆男 | 2004.8.10 - 2006.3.23  | 防大27期          | 潜水艦教育訓練隊   | 潜水艦教育訓練隊             | 就任時、3等海佐 |
| 10 | 石原浩二 | 2006.3.24 - 2008.3.25  | 防大30期          | 潜水艦隊司令部     | はるしお艦長                 |                 |
| 11 | 水上直樹 | 2008.3.26 - 2009.6.30  | 法政大・ 40期幹候 | たかしお艦長       | 統合幕僚監部総務部人事教育課 |                 |
| 12 | 石田享大 | 2009.7.1 - 2011.3.15   | 防大33期          | わかしお艦長       | 潜水艦教育訓練隊             |                 |